# California Wives
California Wives es una banda de rock indie estadounidense, formada en Chicago en 2009. La banda lanzó su álbum debut, Art History, con Vagrant Records en octubre de 2012.

## Miembros
Actuales
- Jayson Kramer - voz, bajo, guitarra, teclado
- Hans Michel - guitarra
- Graham Masell - guitarra
- Joe O'Connor - batería

Anteriores
- Dan Zima - bajo

## Discografía

### Álbumes
| Título      | Detalles de álbum                                                                                      |
| ----------- | --- |
| Art History | - Publicado: 2 de octubre de 2012 - Discográfica: Vagrant Records - Formatos: CD, LP, Descarga Digital |

| Título | Detalles de álbum                                                                           |
| ------ | ------------------------------------------------------------------------------------------- |
| Heavy  | - Publicado: 23 de julio de 2015 - Discográfica: HOMHOMHOM - Formatos: LP, Descarga Digital |